# Варловени (Арђеш)
Варловени (рум. Vârloveni) насеље је у Румунији у округу Арђеш у општини Котмеана. Oпштина се налази на надморској висини од 564 m.

## Становништво
Према подацима из 2002. године у насељу је живело 64 становника, од којих су сви румунске националности.